# Луций Сальвий Отон Кокцейан
Луций Сальвий Отон Кокцейан (лат. Lucius Salvius Otho Cocceianus) — римский политический деятель второй половины I века.
Кокцейан происходил из этрусского города Ферентий. Его отцом был консул 52 года и старший брат императора Отона Луций Сальвий Отон Тициан, а матерью — Кокцея. В 69 году, во время гражданской войны, Кокцейан был ещё мальчиком. За день до самоубийства его дядя пригласил Луция к себе и попросил его не отчаиваться и не бояться Вителлия. Кроме того, Отон хотел в случае своей победы сделать племянника соправителем и усыновить его. В самом деле, Вителлий пощадил брата и племянника своего предшественника. Около 63 года Кокцейан вошёл в состав коллегии палатинских салиев. В 82 году он занимал должность консула-суффекта. Кокцейан был казнён по приказу императора Домициана за то, что праздновал день рождения дяди.